# LIVE NATURE ＃0 〜Nice to meet you!〜
『LIVE NATURE ＃0 〜Nice to meet you!〜』（ライブ・ネイチャー・ゼロ ナイス・トゥ・ミート・ユー）は、大黒摩季の映像作品。VHSとDVDで発売。

## 概要
- 1997年8月1日、レインボースクエア有明で行われた大黒摩季のファーストライブを完全収録した作品。
- この作品が出ていた時は大黒本人はすでにビーイングを離脱しており（2016年に復帰）、『LIVE BEST CONTAINS 16 BEST LIVE TRACKs!!』と同日にビーイング側が本人に非公認の形でリリースした作品である。
- 出た当初は非公認の映像作品であるが2020年4月11日に大黒が自身のYouTubeチャンネルで当ライブを振り返る際に、途中からであるが当DVDを使用してライブを解説している。

## 収録曲
1. いちばん近くにいてね
2. 愛してます
3. DA・KA・RA
4. チョット
5. 別れましょう私から消えましょうあなたから
6. Harlem Night
7. 恋はメリーゴーランド〜恋のTIME MACHINE〜DA・DA・DA
8. ガンバルシカナイジャナイ?
9. STOP MOTION
10. あなたがいればそれだけでよかった
11. Rainy Days
12. 永遠の夢に向かって
13. 熱くなれ
14. ゲンキダシテ
15. あなただけ見つめてる
16. 夏が来る
17. あぁ
18. RCOCKs
19. ら・ら・ら